# Urimare (cacica)
Urimare fue la primera cacica de Venezuela, Princesa de los Mariche hija del cacique Aramaipuro, fue una india guerrera que participó activamente contra los ataques de piratas ingleses y la colonización española en Venezuela, siguió la política de negociación pacífica de Guaicamacuto con los españoles, fue nombrada cacica de los Chaimas. Se le ilustra como mujer valerosa, con dotes de guerrera, se dice que era muy hermosa, de piel bronceada, ojos verdes y cabellos negros oscuros, y de contextura fuerte, aun muy joven fue testigo de la Asamblea de Maracapana donde fue designado Guaicaipuro como Jefe de jefes.

## Biografía
Urimare fue hija del cacique y jefe guerrero Aramaipuro, señor de Los temidos mariches y su madre una india mestiza. Urimare fue una india de espíritu rebelde, presenció aún muy joven la asamblea de Maracapana donde fue nombrado Guaicaipuro jefe de jefes figura que la inspiró hacia las artes guerrera, prácticas que le ameritaba castigos por parte de su padre.
Tras el final de la guerra entre los Caracas y los Españoles en 1577, debido a la epidemia de viruela, Aramaipuro decide emigrar con toda su tribu Mariche al oriente, a Cumaná, huyendo de las epidemias que azotaban el valle de Caracas, y estando allí participan por petición española junto con las tribus de los Cumanagotos contra los intentos de invasión a la ciudad oriental, por parte de los ingleses al mando del pirata Walter Raleigh en 1595.

## Derrota deWalter Raleigh
Los mariches dirigidos por Aramaipuro tuvieron una participación muy importante para el enfrentamiento y derrota de los ingleses, culmina con la liberación del Gobernador Antonio de Berrío, pero como venganza los ingleses se infiltran en la tribu Mariche y asesinan al cacique Aramaipuro padre de Urimare, y secuestra a la guerrera y princesa Urimare trasladándola al buque, el pirata Raleigh abrumado por la belleza se confió y ella logró escaparse saltando al mar luego de clavar un cuchillo al temible saqueador en la pierna, que causó la cojera del pírata.
Cuando se dirigía a tribu de los mariches la alertaron de que los detractores de su padre habían tomado el cacicazgo y la acusaban a ella de traidora, decidió ir a tierras cumanagotas y fue capturada por españoles de la Provincia de Caracas y sin ella delatarse quien era por temor, fue llevada a un convento en Caracas, de donde se escapa y se refugia en tierra de Guaicamacuto, que la adopta, al conocer que era hija de Aramaipuro, siguió la política de negociación pacífica de Guaicamacuto con los españoles.

## Derrota deAmyas Prestonen La Guaira
Durante su exilio fue adoptada por Guaicamacuto, quien le enseñó la importancia de la diplomacia de la paz. La princesa guerrera vivió el acontecimiento de la llegada del primer lugartenienete de Raleigh, el temido pirata Amyas Preston que arribaba con al intención de saquear Caracas y toma el Puerto de Guaicamacuto, hoy Macuto. Guaicamacuto decide movilizarse con su pueblo a La Uaira (La Guaira), Amyas Preston avanza hacia su dirección es cuando la princesa, que conocía a los piratas, dirigió a los guerreros Tarmas a enfrentarlos en Mare haciéndolo retroceder a Macuto, Preston sabiendo la imposibilidad de entrar y conociendo la destreza de la hija de Aramaipuro, desiste de tomar La Guaira. La valentía y destreza de la guerrera es reconocida por Guaicamacuto y este la rebautiza como Urimare, que significa: "la mas alta entre los altos" o "la que esta mas arriba".

## Cacica deLos Chaimas
Urimare retorna a su tribu Mariche a exigir sus derecho y para sorpresa es recibida con gloria por la fama acumulada, y convencida de atacar a los españoles de la provincia de Caracas, decide atacar a los poblados españoles en el Valle de Caracas, no obstante luego visita al ya anciano Guaicamacuto este la impulsa a la política de la paz, y es reconocida como reina y señora de Los Mariches, no obstante, decidió sumarse al levantamiento de los Cumanagotos en oriente contra una nueva oleada de colonizadores venidos de la crisis en la provincia de Aragón en España, y demostrando nuevamente los dotes de diplomática, y el agradecimiento que tenía el gobernador de Nueva Andalucía y Paria, Antonio de Berrío, logra negociar la Paz y el reconocimiento de las regiones habitadas por los cumanagotos, por lo cual fue nombrada Cacique y protectora de los Chaimas, su triunfo le dio fama en las distintas tribus, finalmente retornó a la nación Chaima donde gobernó hasta sus últimos días, en su vejez contaba a los jóvenes guerreros las hazañas guerreras de Guaicaipuro, recibió y permitió asentamiento a las misiones Capuchinas venidas de Aragón y, aun cuando se bautizó, mantuvo sus creencias originarias. Tiempo después el Indio Maturín se levantará contra los asentamiento españoles en la región.

## Mitología sobre Urimare
Las leyendas cuentan que se adentró en la inmensa cueva del Guacharo donde juró a sus ancestros proteger la región, y en la mitología chaima cuenta que de noche se convertía en un gran Guacharo, que avisaba a los guerreros el peligro que les acechara. se dice que se internó en las cuevas del Guacharo y prometió defender siempre a los guerreros, siendo venerada por los chaimas.

## Mare Mare
Urimare tuvo un hijo llamado Mare Mare que a igual que su madre dio apoyo en la defensa de la provincia ante el ataque de los ingleses. Que por petición del gobernador Antonio de Berrío, solicitó su ayuda para enfrentar nuevamente a Walter Raleigh que había invadido por el Orinoco en 1617, atacando la ciudad de Angostura. En la batalla muere el hijo de Raleigh y uno de los más importantes lugartenientes el llamando Keymes quien se suicidó, ante ello este se retira a Inglaterra donde fue ajusticiado por crímenes cometidos, Mare Mare retorna victorioso y extendió su señorío a tierras más allá del Orinoco, al morir es enterrado con grandes homenajes en la sabana de Panapana al sur del Orinoco.